# Terra oca

Um desenho transversal do planeta Terra mostrando o "Mundo Interior" de Atvatabar, do romance de ficção científica de William R. Bradshaw de 1892, A Deusa de Atvatabar

Terra Oca é um conceito que propõe que o planeta Terra é totalmente oco ou contém um espaço interior substancial. Notavelmente sugerida por Edmond Halley no final do século XVII, a noção foi refutada, primeiro provisoriamente por Pierre Bouguer em 1740, então definitivamente por Charles Hutton em seu Experimento de Schiehallion por volta de 1774.
Ainda era ocasionalmente defendido em meados do século XIX, notadamente por John Cleves Symmes Jr. e Jeremiah N. Reynolds, mas nessa época fazia parte da pseudociência popular e não era mais uma hipótese cientificamente viável.
O conceito de terra oca ainda é recorrente no folclore e como premissa para a ficção subterrânea, um subgênero da ficção de aventura.

## Hipótese
Na antiguidade, o conceito de uma terra subterrânea dentro da Terra apareceu na mitologia, folclore e lendas. A ideia de reinos subterrâneos parecia discutível e tornou-se entrelaçada com o conceito de "lugares" de origem ou vida após a morte, como o Hades grego, o Svartálfaheimr nórdico, o inferno cristão e o Sheol judaico (com detalhes que descrevem a Terra interior na literatura cabalística, como o Zohar e Hesed L'Avraham). A ideia de um reino subterrâneo também é mencionada na crença do budismo tibetano. De acordo com uma história da tradição budista tibetana, existe uma antiga cidade chamada Shamballa que está localizada no interior da Terra.
De acordo com os gregos antigos, havia cavernas sob a superfície que eram entradas que levavam ao submundo, algumas das quais eram as cavernas em Tainaron na Lacônia, em Troezen em Argolis, em Ephya em Tesprócia, em Heraclião em Pontos e em Ermioni. Nas lendas da Trácia e da Dácia, é dito que existem cavernas ocupadas por um antigo deus chamado Zalmoxis. Na religião mesopotâmica, há a história de um homem que, após viajar pela escuridão de um túnel na montanha de "Mashu", entrou em um jardim subterrâneo.
Na mitologia celta existe a lenda de uma caverna chamada "Cruachan", também conhecida como "porta da Irlanda para o Inferno", uma caverna mítica e antiga da qual, segundo a lenda, estranhas criaturas emergiriam e seriam vistas na superfície da Terra. Há também histórias de cavaleiros e santos medievais que peregrinaram a uma caverna localizada em Station Island, no condado de Donegal, na Irlanda, onde fizeram jornadas dentro da Terra até um local de purgatório. Em Condado de Down, Irlanda do Norte, existe um mito que diz que túneis levam à terra subterrânea de Tuatha Dé Danann, um grupo de pessoas que se acredita ter introduzido o druidismo na Irlanda e depois voltado para o subsolo.
Na mitologia hindu, o submundo é conhecido como Patala. Na versão bengali do épico hindu Ramayana, foi descrito como Rama e Lakshmana foram levados pelo rei do submundo Ahiravan, irmão do rei demônio Ravana. Mais tarde, eles foram resgatados por Hanuman. As tribos Angami Naga da Índia afirmam que seus ancestrais surgiram nos tempos antigos de uma terra subterrânea dentro da Terra. Os Taínos de Cuba acreditam que seus ancestrais surgiram nos tempos antigos de duas cavernas em uma montanha subterrânea.

Os nativos das Ilhas Trobriand acreditam que seus ancestrais vieram de uma terra subterrânea através de uma caverna chamada "Obukula". O folclore mexicano também fala de uma caverna em uma montanha cinco milhas ao sul de Ojinaga, e que o México está possuído por criaturas diabólicas que vieram de dentro da Terra.

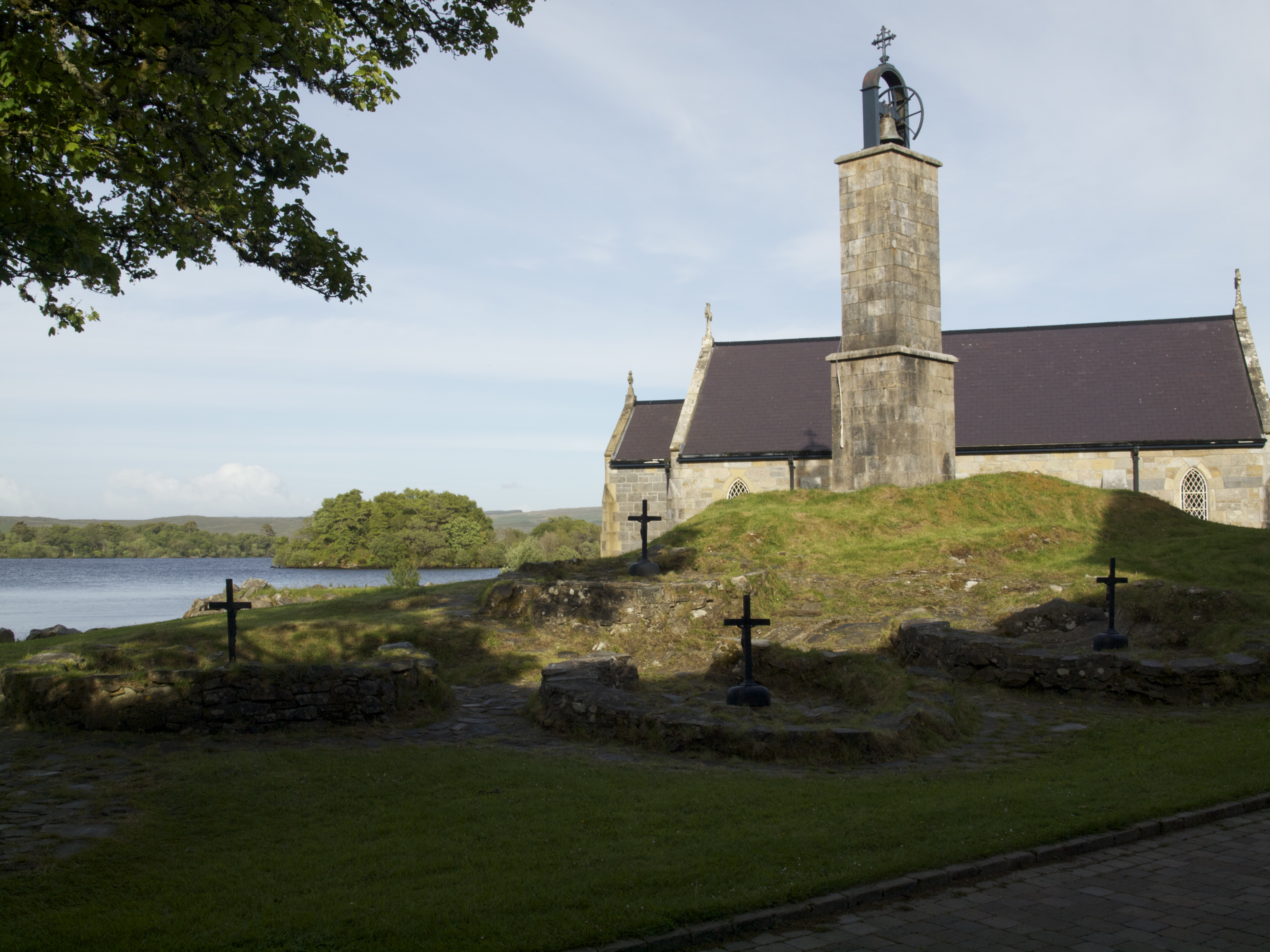
Capela, torre sineira e leitos penitenciais na Ilha da Estação (Irlanda). A torre sineira ergue-se sobre um monte que é o local de uma caverna que, segundo vários mitos, é a entrada para um local de purgatório no interior da Terra. A caverna está fechada desde 25 de outubro de 1632

Na Idade Média, um antigo mito alemão afirmava que algumas montanhas localizadas entre Eisenach e Gotha abrigavam um portal para o interior da Terra. Uma lenda russa diz que os samoiedos, uma antiga tribo siberiana, viajaram para uma cidade caverna para viver dentro da Terra. O escritor italiano Dante descreve uma terra oca em sua conhecida obra Inferno do século XIV, na qual a queda de Lúcifer do céu fez aparecer um enorme funil em uma terra anteriormente sólida e esférica, bem como uma enorme montanha em frente a ela, o "Purgatório".
Na mitologia nativa americana, é dito que os ancestrais do povo Mandan nos tempos antigos emergiram de uma terra subterrânea através de uma caverna no lado norte do rio Missouri. Há também um conto sobre um túnel na Reserva Indígena Apache de San Carlos, no Arizona, perto de Cedar Creek, que dizem levar para dentro da Terra a uma terra habitada por uma tribo misteriosa. As tribos dos iroqueses também acreditam que seus ancestrais surgiram de um mundo subterrâneo dentro da Terra. Os mais velhos do povo Hopi acreditam que existe uma entrada "Sipapu" no Grand Canyon que leva ao submundo.
Os índios brasileiros, que vivem às margens do Rio Parimé, no Brasil, afirmam que seus antepassados surgiram na antiguidade de uma terra subterrânea, e que muitos de seus ancestrais ainda permaneceram no interior da Terra. Os ancestrais dos Incas supostamente vieram de cavernas localizadas a leste de Cusco, no Peru.

### Séculos XVII a XVIII

Hipótese de Edmond Halley.

Edmond Halley em 1692 conjeturou que a Terra poderia consistir em uma concha oca com cerca de 800 km (500 milhas) de espessura, duas conchas concêntricas internas e um núcleo mais interno. Atmosferas separam essas camadas, e cada camada tem seus próprios pólos magnéticos. As esferas giram em velocidades diferentes. Halley propôs este esquema para explicar as leituras anômalas da bússola. Ele imaginou a atmosfera interna como luminosa (e possivelmente habitada) e especulou que o gás que escapou causou a Aurora Boreal.
Jean-Antoine Leclerc de Milfort em 1781 liderou uma jornada com centenas de índios Creek a uma série de cavernas perto do Rio Vermelho acima da junção do Rio Mississippi. De acordo com Milfort, acredita-se que os ancestrais índios Creek originais tenham emergido das cavernas para a superfície da Terra nos tempos antigos. Milfort também afirmou que as cavernas que viram "poderiam facilmente conter de 15.000 a 20.000 famílias".

### Século XIX
Em 1818, John Cleves Symmes, Jr. sugeriu que a Terra consistia em uma concha oca com cerca de 1.300 km (810 mi) de espessura, com aberturas de cerca de 2.300 km (1.400 mi) em ambos os pólos com 4 cascas internas cada uma aberta nos polos. Symmes se tornou o mais famoso dos primeiros proponentes da Terra Oca, e Hamilton, Ohio, até tem um monumento a ele e suas idéias. Ele propôs fazer uma expedição ao buraco do Polo Norte, graças aos esforços de um de seus seguidores, James McBride.
Jeremiah Reynolds também deu palestras sobre a "Terra Oca" e defendeu uma expedição. O próprio Reynolds participou de uma expedição à Antártica, mas não conseguiu se juntar à Grande Expedição de Exploração dos Estados Unidos de 1838-1842, embora essa aventura fosse resultado de sua agitação.
Embora o próprio Symmes nunca tenha escrito um livro sobre suas idéias, vários autores publicaram trabalhos discutindo suas idéias. McBride escreveu a Teoria das esferas concêntricas de Symmes em 1826. Parece que Reynolds tem um artigo que apareceu como um livreto separado em 1827: Observações da teoria de Symmes que apareceu na American Quarterly Review. Em 1868, um professor chamado W.F. Lyons, publicou a obra The Hollow Globe, que apresentou uma hipótese da Terra Oca semelhante a de Symmes, mas não mencionou o próprio Symmes. O filho de Symmes, Americus, publicou a Teoria das Esferas Concêntricas de Symmes em 1878 para esclarecer as coisas.
Sir John Leslie propôs uma Terra oca em seu Elements of Natural Philosophy de 1829 (pp. 449-53).
Em 1864, em Viagem ao Centro da Terra, Júlio Verne descreve uma Terra oca contendo duas estrelas binárias giratórias, chamadas Plutão e Prosérpina.
William Fairfield Warren, em seu livro Paraíso Encontrado - O Berço da Raça Humana no Pólo Norte (1885), apresentou sua crença de que a humanidade se originou em um continente no Ártico chamado Hiperbórea. Isso influenciou alguns dos primeiros proponentes da Terra Oca. Segundo Marshall Gardner, tanto os povos esquimós quanto os mongóis vieram do interior da Terra por uma entrada no pólo norte.

### Século XX
NEQUA or The Problem of the Ages, publicado pela primeira vez serializado em um jornal impresso em Topeka, Kansas em 1900 e considerado um dos primeiros romances utópicos feministas, menciona a teoria de John Cleves Symmes para explicar seu cenário em uma Terra oca.
Um defensor da Terra oca no início do século XX, William Reed, escreveu Phantom of the Poles em 1906. Ele apoiou a ideia de uma Terra oca, mas sem conchas internas ou sol interno.
A escritora espiritualista Walburga, Lady Paget, em seu livro Colloquies with a invisible friend (1907), foi uma das primeiras escritoras a mencionar a hipótese da Terra oca. Ela afirmou que as cidades existem sob um deserto, que é para onde o povo da Atlântida se mudou. Ela disse que uma entrada para o reino subterrâneo será descoberta no século XXI.
Marshall Gardner escreveu Uma Viagem ao Interior da Terra em 1913 e publicou uma edição expandida em 1920. Ele colocou um sol interior na Terra e construiu um modelo funcional da Terra Oca que patenteou (Patente E.U.A. 1 096 102). Gardner não fez menção a Reed, mas criticou Symmes por suas idéias. Na mesma época, Vladimir Obruchev escreveu um romance intitulado Plutonia, no qual a Terra Oca possuía um Sol interno e era habitada por espécies pré-históricas. O interior estava conectado com a superfície por uma abertura no Ártico.
O explorador Ferdynand Ossendowski escreveu um livro em 1922 intitulado Beasts, Men and Gods. Ossendowski disse que foi informado sobre um reino subterrâneo que existe dentro da Terra. Era conhecido pelos budistas como Agartha.
George Papashvily em seu livro Anything Can Happen (1940) afirmou a descoberta nas montanhas do Cáucaso de uma caverna contendo esqueletos humanos "com cabeças tão grandes quanto cestos de alqueire" e um antigo túnel que conduz ao centro da Terra. Um homem entrou no túnel e nunca mais voltou.
O romancista Lobsang Rampa, em seu livro The Cave of the Ancients, disse que existe um sistema de câmaras subterrâneas sob o Himalaia do Tibete, repleto de máquinas, registros e tesouros antigos. Michael Grumley, um criptozoologista, ligou o Pé-grande e outros criptídeos hominídeos a antigos sistemas de túneis subterrâneos.
De acordo com o escritor defensor da teoria dos  antigos astronautas Peter Kolosimo, um robô foi visto entrando em um túnel abaixo de um mosteiro na Mongólia. Kolosimo também afirmou que uma luz foi vista do subsolo no Azerbaijão. Kolosimo e outros escritores, como Robert Charroux, ligaram essas atividades aos OVNIs.
Um livro de Raymond Bernard que apareceu em 1964, The Hollow Earth, exemplifica a ideia de OVNIs vindos de dentro da Terra, e acrescenta a ideia de que a Nebulosa do Anel prova a existência de mundos ocos, bem como especulações sobre o destino da Atlântida e a origem dos discos voadores. Um artigo de Martin Gardner revelou que Walter Siegmeister usou o pseudônimo de "Bernard", mas só após a publicação, em 1989,  do livro de Walter Kafton-Minkel Subterranean Worlds: 100,000 Years of Dragons, Dwarfs, the Dead, Lost Races & UFOs from Inside the Earth (Mundos subterrâneos: 100.000 anos de dragões, anões, mortos, raças perdidas e OVNIs do interior da Terra)  a história de Bernard/Siegmeister se tornou bem conhecida.
A revista pulp de ficção científica Amazing Stories promoveu uma dessas ideias de 1945 a 1949 como "The Shaver Mystery". O editor da revista, Ray Palmer, publicou uma série de histórias de Richard Sharpe Shaver, alegando que uma raça pré-histórica superior havia construído um favo de mel de cavernas na Terra, e que seus descendentes degenerados, conhecidos como "Dero", ainda vivem lá , usando as máquinas sofisticadas que foram abandonadas pelas raças antigas para atormentar aqueles que vivem na superfície. Como uma característica desse tormento, Shaver descreveu "vozes" que supostamente não vieram de uma fonte explicável. Milhares de leitores escreveram para afirmar que eles também tinham ouvido as vozes diabólicas vindo de dentro da Terra. O escritor David Hatcher Childress foi o autor de Lost Continents and the Hollow Earth (1998), no qual reimprimiu as histórias de Palmer e defendeu a ideia da terra oca com base em alegados sistemas de túneis abaixo da América do Sul e da Ásia Central.
Os proponentes da Terra Oca reivindicaram vários locais diferentes para as entradas que levam ao interior da Terra. Além dos pólos Norte e Sul, as entradas nos locais citados incluem: Paris na França, Staffordshire na Inglaterra, Montreal no Canadá, Hancheu na China e a Floresta amazônica.

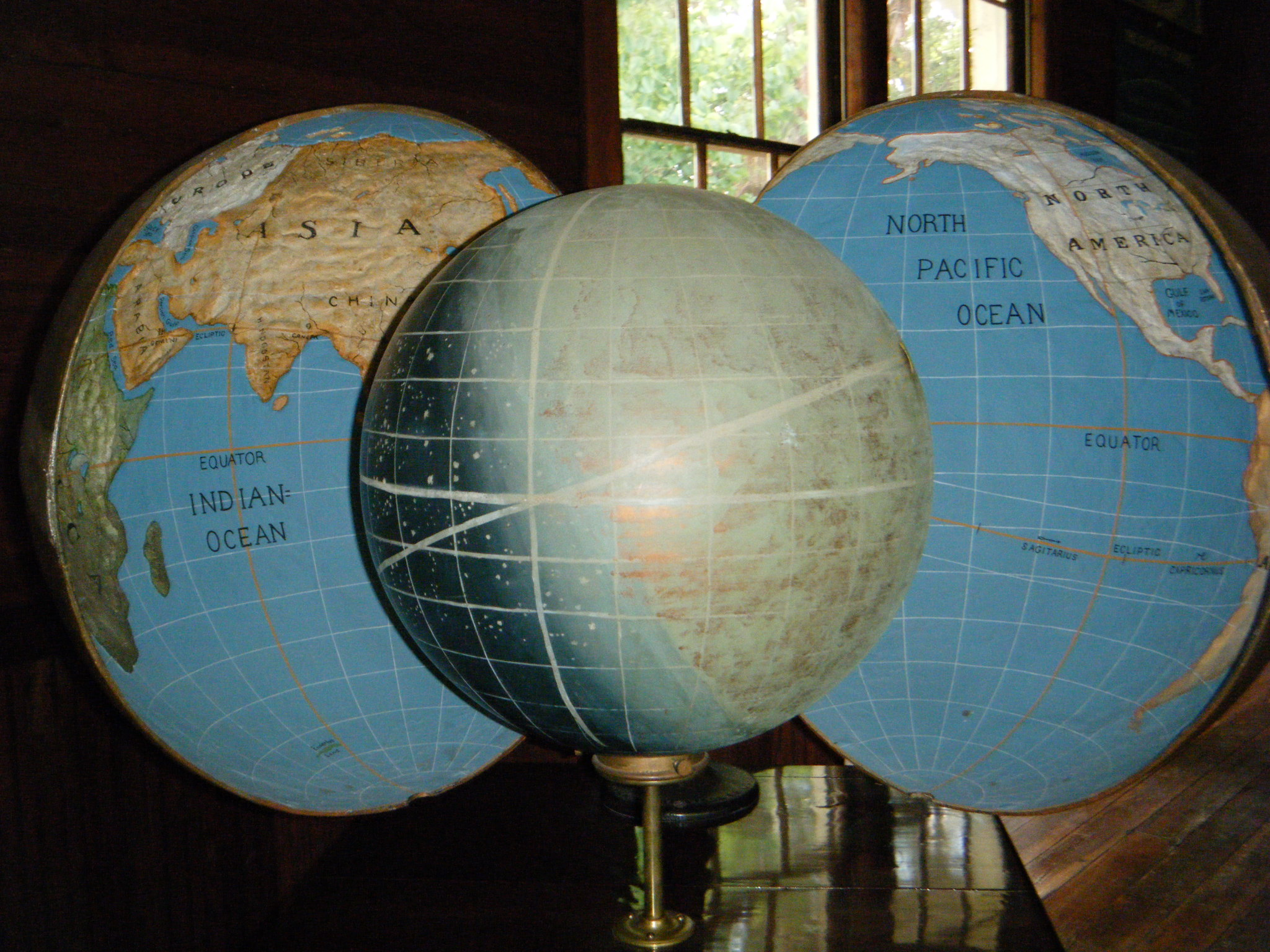
Modelo de terra oca côncava, de acordo com os Koreshans.

### Terra oca côncava

Um exemplo de uma Terra oca côncava. Os humanos viveriam no interior, com o universo no centro.

Em vez de dizer que os humanos vivem na superfície externa de um planeta oco, alguns afirmam que os humanos vivem na superfície interna de um mundo esférico oco, de modo que nosso próprio universo está no interior desse mundo. Isso tem sido chamado de hipótese "côncava" da Terra Oca ou skycentrism (algo como "céucentrismo").
Cyrus Teed, um médico do interior do estado de Nova Iorque, propôs uma terra oca côncava em 1869, chamando seu esquema de "Cosmogonia Celular" (em inglês: Cellular Cosmogony). Teed fundou um grupo chamado Unidade Koreshan com base nessa noção, que ele chamou de Koreshanity. A colônia principal sobrevive como um sítio histórico preservado do estado da Flórida, em Estero, Flórida, mas todos os seguidores de Teed já morreram. Os seguidores de Teed afirmaram ter verificado experimentalmente a concavidade da curvatura da Terra, por meio de levantamentos da costa da Flórida utilizando equipamentos "retilineadores".
Vários escritores alemães do século XX, incluindo Peter Bender, Johannes Lang, Karl Neupert e Fritz Braut, publicaram trabalhos defendendo a hipótese da Terra Oca, ou, em alemão: Hohlweltlehre. Foi até relatado, embora aparentemente sem documentação histórica, que Adolf Hitler foi influenciado por teorias da terra oca e enviou uma expedição em uma tentativa mal sucedida de espionar a frota britânica apontando câmeras infravermelhas para o céu.
O matemático egípcio Mostafa Abdelkader escreveu vários artigos acadêmicos elaborando um mapeamento detalhado do modelo da Terra Côncava.
Em um capítulo de seu livro On the Wild Side (1992), Martin Gardner discute o modelo Hollow Earth articulado por Abdelkader. De acordo com Gardner, esta hipótese postula que os raios de luz viajam em caminhos circulares e diminuem à medida que se aproximam do centro da caverna esférica cheia de estrelas. Nenhuma energia pode atingir o centro da caverna, o que corresponde a nenhum ponto a uma distância finita da Terra na cosmologia científica amplamente aceita. Uma broca, Gardner diz, se alongaria à medida que se afastasse da caverna e, eventualmente, passasse pelo "ponto no infinito" correspondente ao centro da Terra na cosmologia científica amplamente aceita. Supostamente, nenhum experimento pode distinguir entre as duas cosmologias.
Gardner observa que "a maioria dos matemáticos acredita que um universo de dentro para fora, com leis físicas devidamente ajustadas, é empiricamente irrefutável". Gardner rejeita a hipótese côncava da Terra Oca com base na navalha de Occam.
As hipóteses supostamente verificáveis de uma "Terra Oca Côncava" precisam ser distinguidas de um experimento de pensamento que define uma transformação de coordenadas tal que o interior da Terra se torna "exterior" e o exterior, "interior". (Por exemplo, em coordenadas esféricas, deixe o raio r ir para R²/r onde R é o raio da Terra; veja a geometria inversa.) A transformação envolve mudanças correspondentes nas formas das leis físicas. Isso não é uma hipótese, mas uma ilustração do fato de que qualquer descrição do mundo físico pode ser expressa de maneira equivalente em mais de uma maneira.

## Experimento de Schiehallion
Em 1735, Pierre Bouguer e Charles Marie de La Condamine fretaram uma expedição da França ao vulcão Chimborazo, no Equador. Chegando e escalando o vulcão em 1738, eles conduziram um experimento de deflexão vertical em duas altitudes diferentes para determinar como as anomalias de massa local afetavam a atração gravitacional. Em um artigo que Bouguer escreveu pouco mais de dez anos depois, Bouguer comentou que seus resultados pelo menos falsificaram a Teoria da Terra Oca. Em 1772, Nevil Maskelyne propôs repetir o mesmo experimento à Royal Society. No mesmo ano, o Comitê de Atração foi formado e eles enviaram Charles Mason para encontrar o candidato perfeito para o experimento de deflexão vertical. Mason encontrou a montanha Schiehallion, onde o experimento aconteceu e não apenas apoiou o experimento Chimborazo anterior, mas rendeu resultados muito melhores.

## Evidências contrárias

### Sísmica
A imagem da estrutura da Terra que foi obtida através do estudo das ondas sísmicas é bastante diferente de uma Terra totalmente oca. O tempo que as ondas sísmicas levam para viajar através e ao redor da Terra contradiz diretamente com a teoria de uma esfera totalmente oca. A evidência indica que a Terra é principalmente preenchida com rocha sólida (manto e crosta), uma liga de níquel-ferro líquida (núcleo externo) e níquel-ferro sólido (núcleo interno).

### Gravidade
Outro conjunto de argumentos científicos contra a Terra Oca ou qualquer planeta oco vem da gravidade. Objetos enormes tendem a se agrupar gravitacionalmente, criando objetos esféricos não ocos, como estrelas e planetas. O esferóide sólido é a melhor maneira de minimizar a energia potencial gravitacional de um objeto físico em rotação; ter vazio é desfavorável no sentido energético. Além disso, a matéria comum não é forte o suficiente para suportar uma forma oca de tamanho planetário contra a força da gravidade; uma concha oca do tamanho de um planeta com a espessura conhecida e observada da crosta terrestre não seria capaz de atingir o equilíbrio hidrostático com sua própria massa e entraria em colapso.
Com base no tamanho da Terra e na força da gravidade em sua superfície, a densidade média do planeta Terra é de 5,515 g/cm³, e as densidades típicas das rochas superficiais são apenas metade disso (cerca de 2,75 g/cm³). Se qualquer parte significativa da Terra fosse oca, a densidade média seria muito menor do que a das rochas superficiais. A única maneira de a Terra ter a força da gravidade que tem é um material muito mais denso constituir uma grande parte do seu interior. A liga de níquel-ferro nas condições esperadas em uma Terra não oca teria densidades variando de cerca de 10 a 13 g/cm³, o que traz a densidade média da Terra ao seu valor observado.

### Observação direta
A perfuração de furos não fornece evidências diretas contra a hipótese. O furo mais profundo perfurado até o momento é o Poço Superprofundo de Kola, com uma profundidade de de mais de 12 quilômetros (7,5 milhas). No entanto, a distância até o centro da Terra é de quase 4.000 milhas (6.400 quilômetros). Poços de petróleo com profundidades maiores não são poços verticais; as profundidades totais citadas são a profundidade medida (MD) ou, de forma equivalente, a profundidade ao longo do furo (AHD), pois esses poços são desviados para a horizontal. Sua verdadeira profundidade vertical (TVD) é normalmente inferior a 2,5 milhas (4 quilômetros).

## Na ficção

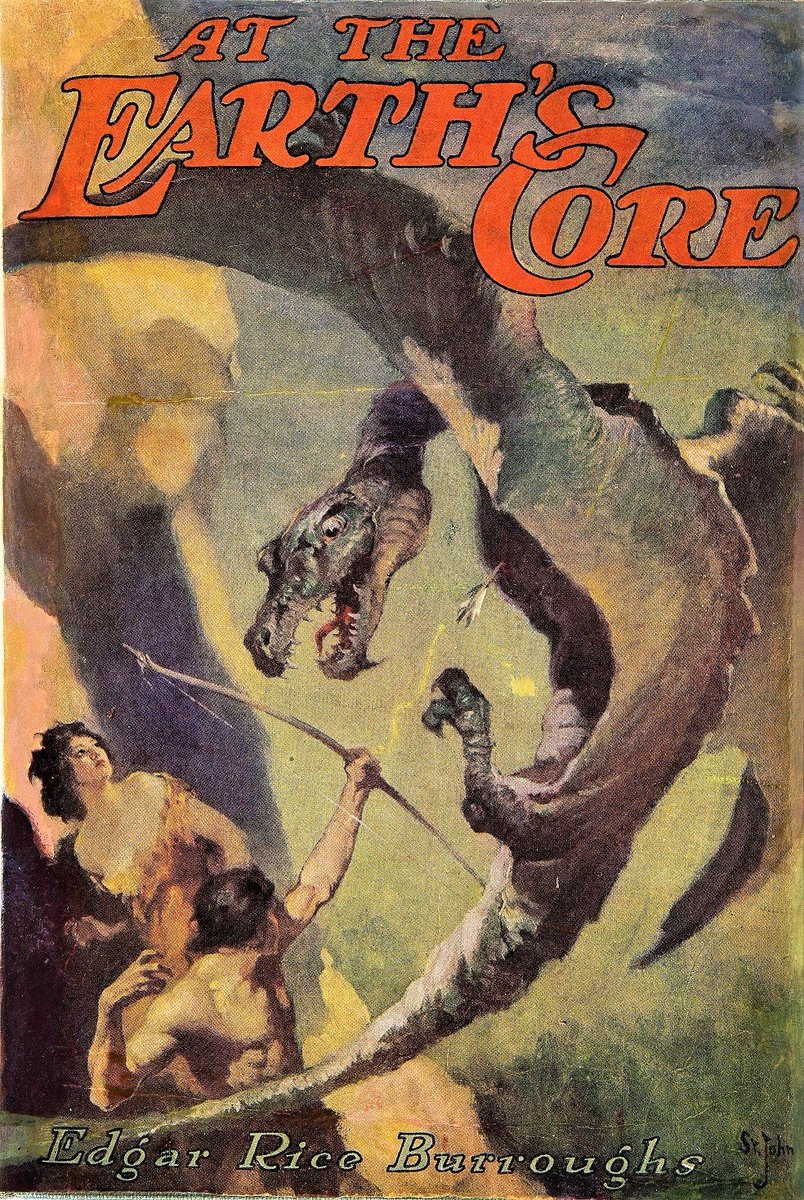
At the Earth's Core, de Edgar Rice Burroughs, 1922. A terra oca é um tema recorrente no folclore, na literatura de ficção científica e em teorias da conspiração atuais.

A ideia de uma Terra oca é um elemento comum de ficção, aparecendo já no romance Nicolai Klimii iter subterraneum de Ludvig Holberg de 1741 (As viagens subterrâneas de Niels Klim), em que Nicolai Klim cai em uma caverna enquanto prativcava espeleologia e passa vários anos vivendo em um pequeno globo interno dentro da casca exterior.
Outros exemplos iniciais notáveis incluem Icosaméron de 1788 de Giacomo Casanova, uma história de 5 volumes e 1.800 páginas de um irmão e irmã que caem na Terra e descobrem a utopia subterrânea dos Mégamicres, uma raça de anões multicoloridos e hermafroditas; Vril publicado anonimamente em 1819;  Symzonia: A Voyage of Discovery por um certo "capitão Adam Seaborn" (1820), que refletiu as idéias de John Cleves Symmes, Jr .; o romance de 1838 de Edgar Allan Poe, A Narrativa de Arthur Gordon Pym de Nantucket; o romance de Júlio Verne, de 1864, Viagem ao Centro da Terra, que mostrava um mundo subterrâneo repleto de vida pré-histórica; o romance de George Sand, Laura, voyage dans le Cristal, de 1864,  onde cristais gigantes podem ser encontrados no interior da Terra; Etidorhpa, uma alegoria de ficção científica de 1895 com grandes temas subterrâneos; e The Smokey God, um romance de 1908 que incluía a ideia de que o Pólo Norte era a entrada para o interior oco da terra.
No romance de William Henry Hudson de 1887, A Crystal Age, o protagonista cai de uma colina em um paraíso utópico; desde que ele caiu neste mundo, às vezes é classificado como uma história da Terra oca; embora o próprio herói pense que pode ter viajado no tempo por milênios.
A ideia foi usada por Edgar Rice Burroughs na série de sete romances "Pellucidar", começando com At the Earth's Core (1914). Usando uma furadeira mecânica, chamada de toupeira de ferro, seus heróis David Innes e o professor Abner Perry descobrem um mundo pré-histórico chamado Pellucidar, 500 milhas abaixo da superfície, que é iluminado por um sol interno constante do meio-dia. Eles encontram pessoas pré-históricas, dinossauros, mamíferos pré-históricos e os Mahar, que evoluíram dos pterossauros. A série teve mais seis livros, terminando com Savage Pellucidar (1963). O romance Plutonia de Vladimir Obruchev, de 1915, usa o conceito de Terra Oca para levar o leitor por várias épocas geológicas.
Nas últimas décadas, a ideia se tornou um elemento básico dos gêneros de ficção científica e aventura em filmes (Children Who Chase Lost Voices e MonsterVerse), programas de televisão (a terceira e quarta temporadas de Sanctuary), jogos de RPG (por exemplo, o Conjunto de campanha do mundo oco para masmorras e dragões, expedição da Terra oca) e videogames (Passagem de Torin e Gears of War).

## Arte popular
Em 1975, o artista japonês Tadanori Yokoo usou elementos da lenda Aghartha, junto com outros mitos subterrâneos orientais, para representar uma civilização avançada na capa do álbum Agharta do músico de jazz Miles Davis. Tadanori disse que foi parcialmente inspirado pela leitura do livro de Raymond W. Bernard, de 1969, The Hollow Earth.